# 成田一郎

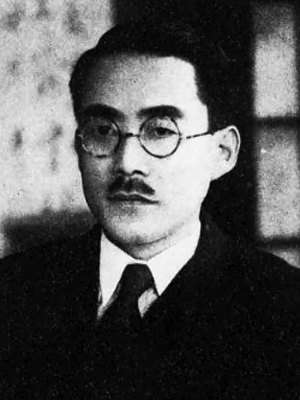
成田一郎

成田 一郎（なりた いちろう、1894年12月22日 - 1959年7月4日）は、日本の内務官僚、政治家。兵庫県知事（官選第28代）、石川県知事（官選第36代）、台湾総督府総務長官、参議院議員（1期）。

## 経歴
宮城県仙台市出身。成田喜十郎の長男として生まれる。広島高等師範学校を経て、1920年、京都帝国大学法学部を卒業。同年10月、高等試験行政科試験に合格。内務省に入り、埼玉県属となる。埼玉県児玉郡長、警視庁警視、内務省社会局事務官、社会局労働部労務課長、同庶務課長、資源局事務官などを歴任。
1936年、内務書記官兼内務大臣秘書官となり、大臣官房人事課長、社会局労働部長、厚生省労働局長などを務める。1939年4月、石川県知事に就任。1940年1月、内務省土木局長となる。同国土局長（土木局の改称）、同地方局長を経て、1942年6月、兵庫県知事に発令された。1945年1月、最後の台湾総督府総務長官に就任し、終戦を迎えた。
戦後に公職追放となる。追放解除後、1956年7月の第4回参議院議員通常選挙で兵庫地方区から自由民主党公認で出馬し当選。1959年7月4日に現職のまま死去、64歳。死没日をもって勲一等瑞宝章追贈（勲二等からの昇叙）、正四位から従三位に叙される。
その他、東和海運株式会社社長、神戸港港湾審議会委員、兵庫県弓道連盟会長などを務めた。

## 栄典
- 1940年（昭和15年）8月15日 - 紀元二千六百年祝典記念章[4]